# Pico Malpica
El Pico Malpica (9°04′01″N 70°49′04″O / 9.066933, -70.817867) es una formación de montaña ubicada en el extremo norte de la Parque nacional Sierra de La Culata en el Estado Mérida, Venezuela. A una altitud de 3.560 m s. n. m. el Pico Malpica es una de las montañas más altas en Venezuela. Constituye parte del límite norte del Estado Mérida con el vecino estado Trujillo.

## Ubicación
El Pico Malpica se encuentra en el parque nacional Sierra de La Culata en el límite norte de Mérida con el Estado Trujillo. Su arista se continúa hacia el norte con el Pico San Pedro. Al este del Pico Malpica está el caserío Santa Cruz sobre la carretera Trasandina al sur de La Lagunita, en Trujillo. Es por esta carretera que se obtiene el acceso más frecuente a menos que se aborde al Malpica desde el Pico San Pedro directamente. Al sur se ubica el Pico El Perol y al este el Alto El Paramito.